# Eysarcoris venustissimus
Espèce
Eysarcoris venustissimus est une espèce d'insectes hétéroptères (punaises) de la famille des Pentatomidae. 
Cette espèce été décrite pour la première fois en 1776 par le botaniste et naturaliste allemand Franz von Paula Schrank (1747-1835).  

## Synonyme
- Eysarcoris fabricii (Kirkaldy, 1904)[1]

## Plantes hôtes
Les nymphes se développent sur les Lamiacées en particulier sur le lamier blanc et sur les épiaires (Stachys sylvatica, Stachys  palustris).